# Отношения между ЕС и Украйна
През декември 1991 г. Ханс ван ден Брук дава начало на отношенията между Украйна и Европейския съюз. Споразумението за партньорство и сътрудничество между Украйна и ЕС е подписано на 16 юни 1994 г.(СПС) и влиза в сила на 1 март 1998 г. С него започва икономическото и политическо сътрудничество, също така се подобряват и връзките между Украйна и ЕС по търговките и хуманитарни въпроси.
Европейският парламент отбелязва, че в съответствие с член 49 от Договора с ЕС, Грузия, Молдова и Украйна, както всяка друга европейска държава, имат европейска перспектива и могат да кандидатстват за членство в ЕС в съответствие с принципите на демокрацията, – резолюция на Европейския парламент в Брюксел, приета на последната сесия преди изборите за Европейски парламент, проведени на 23 – 25 май 2014 г. Украйна се готви официално да кандидатства за членство в ЕС през 2024 г., за да се присъедини към Европейския съюз през 2030-те. На 28 февруари 2022 г., по време на руското нападение над Украйна, украинският президент Володимир Зеленски официално подписва кандидатурата на Украйна за членство в Европейския съюз. На 23 юни 2022 г. Европейският съвет предостави на Украйна статут на кандидат за присъединяване към Европейския съюз.

## Приоритети
Съществуват няколко приоритетни насоки за сътрудничество между Украйна и ЕС.
- Развитие на украинското законодателство в посока зададена от ЕС.
- Транспорт, опазването на околната среда, транс-граничното сътрудничество.
- Сътрудничество в областта на науката, технологиите и пространство.
- Сътрудничество в областта на търговията и инвестициите, енергетиката, правосъдието и вътрешните работи.

Важна цел в сътрудничество между ЕС и Украйна е развитието в областта на космическите изследвания (Украйна е една от големите държави, които имат значителен технически и технологичен потенциал в тази област). Част от споразумение за сътрудничество е изграждането на глобална навигационна спътникова система (GNSS). Това сътрудничество трябва да се развива в областта на промишлеността и научните изследвания. Украйна се стреми към социална стабилност и устойчиво развитие на страната, както и утвърждаването на европейските ценности, политика и икономиката.

## История – ранни взаимоотношения
В един дълъг период от време Украйна е била възприемана като един важен, но труден политически партньор на Европейския съюз. Според наблюдатели, това се дължи на нежеланието на ЕС да се разширява на територията на влияние на бившия Съветски съюз, лошото състояние на украинската икономика, липсата на демокрация (през 90’) или вътрешната нестабилност (последвала „Оранжевата Революция“). Някои експерти отбелязват значението на Русия, като фактор в отношенията между Украйна и ЕС.
Желанието на Украйна да се присъедини към Европейските институции датира назад във времето – от 1994 г., когато правителството декларира, че интеграцията с ЕС е главната цел на неговата външна политика. В действителност, в тази посока е направено много малко, доколкото Киев трябва да се съобразява с Русия, която остава неин главен търговски партньор и доставчик на природен газ и фосилни горива.
Политическият диалог между ЕС и Украйна започва през 1994 г., когато е подписано Споразумение за Партньорство и Сътрудничество. Този документ се фокусира върху икономически и социални проблеми, както и върху необходимостта от оптимизиране на публичната администрация и гарантиране на свободата на медиите и гражданските права. Рамката, определена за политическите дискусии е скромна: годишни срещи между ЕС, Тройка и ръководството на Украйна и някои консултации на ниво министерства. Споразумението за Партньорство и Сътрудничество влиза в сила през 1998 г. и изтича през 2008 г. Първата среща на върха между ЕС и Украйна се състояла през септември 1997 г. в Киев. По време на втората среща на върха през октомври 1998 г., във Виена, отношенията между Украйна и ЕС са определени като едно „стратегическо и уникално партньорство“ и Украйна първа заявява своето желание да получи статут на асоцииран член на ЕС. Нито една от срещите на най-високо ниво не води до съществени промени в резервирания подход от страна на ЕС. Лидерите се фокусират предимно върху промените в пост-комунистическата икономика и състоянието на човешките права, както и върху въпроси, свързани с атомната електроцентрала в Чернобил.
През 2002 г., Комисарят по разширяването на ЕС – Гюнтер Верхойген казва, че „една Европейска перспектива“ за Украйна не означава непременно придобиване на членство в рамките на следващите от 10 до 20 години; обаче, това е една възможност. През същата година украинският президент Кучма заявява, че Украйна иска да подпише споразумение за присъединяване с ЕС до 2003 – 2004 г. и че, неговата страна ще покрие всички изисквания на ЕС за членство до 2007 – 2011 г.

## Интегриране на Украйна
През 2012 г., ЕС инициира преговори за свободна търговия и политическо присъединяване на Украйна; обаче, лидерите на ЕС са на мнение, че споразуменията постигнати в рамките на тези преговори не могат да бъдат ратифицирани, докато Украйна не реши въпросите свързани с „очевидното израждане на демокрацията и върховенството на закона“, включително с присъдите над Юлия Тимошенко и Юрий Люценко през 2011 и 2012 година.
Определени са сроковете за Украйна, в рамките на които да бъдат извършени задължителните промени в съдебната и избирателната системи, целящи постигането на възможност за подписване на споразуменията с ЕС във Вилнюс, на 29 ноември 2013 г. Но, въпреки че следващият Украински Президент Виктор Янукович настоява украинският парламент да приеме законодателство, което да отговаря на критериите на ЕС, украинското правителство замразява подготовката за подписване на споразумението за присъединяване на 21 ноември 2013 г. Янукович, въпреки това взима участие във вече споменатата среща на върха на ЕС във Вилнюс на 28 – 29 ноември, 2013 г. където първоначално е било предвидено подписване на споразумението, което обаче, не се случва. Решението за отказ от подписване на споразумението предизвиква мащабни, повсеместни протести в цяла Украйна. Те довеждат до отстраняването на Янукович и неговото правителство от парламента след Украинската революция от февруари 2014 г. От този момент страната е в смут и вълнения и поради Кримската криза и про-Руският конфликт на нейна територия през 2014 г.
Има няколко посоки за интегриране на Украйна в европейските структури. Една от тях е задълбочаването на споразумението за партньорство и сътрудничество с ЕС в областта на свободната търговия и икономиката. Тази посока е напълно осъществима, но първо Украйна трябва да преодолее икономическия си спад. По този начин тя ще стабилизира икономиката си. Друга посока е сътрудничество между Украйна и ЕС във външната политика, участие в ОССЕ, СЕ, ЦЕИ и тясното сътрудничество с НАТО и ЗЕС. Ако Украйна възстанови икономиката си достатъчно бързо, може да получи статут на асоцииран партньор на ЕС. И третият вариант е засилена работа в областта на негативните тенденции на украинската държава. Този алтернатива трябва да остане на хартиен преносител, въпреки от реалната възможност за неговото прилагане. ЕС може да загуби интерес да подкрепя Украйна, поради нестабилност и социални конфликти в продължение на години. Украйна и ЕС могат да има продължително партньорство, но това зависи от развитието на Украйна, а не от ЕС.(През 1996 г. президентът на Украйна Леонид Кучма на заседание е казал: „въпросът за интегрирането на Украйна в европейските структури не е въпрос на избор, а е само въпрос на време... ")

## Преговори за присъединяване
През март 2007 г., ЕС и Украйна започват преговори относно едно ново, „по-широко споразумение“, с предлагане на законова рамка за по-тясно икономическо сътрудничество и по добър политически диалог. Постига се съгласие Украйна и ЕС да започнат паралелни преговори, разглеждайки възможностите за установяване на свободна търговска зона. По-късно през 2007 г., е обявено, че този въпрос ще бъде включен в проекто-споразумението, като отделна глава.

## Споразумение за асоцииране с ЕС
Асоциирането е политически акт, което включва също и значителни облекчения за двустранната търговия. Това върви заедно с пакет от реформи, които целят модернизирането на украинската икономика и постигането на по-голяма конкурентоспособност. Ако направим исторически обзор на съществуването на ЕС, ще видим, че това е дългогодишна тактика. Всяка държава членка на ЕС е минала по този път и това е единствения начин чрез европейска интеграция да се постигне по-добро управление и повече възможности за бизнес и развитие.
Споразумение за асоцииране с ЕС Споразумението за асоцииране се сключва между ЕС и държава, която не е негов член. Договора между Украйна и ЕС е с цел да се създаде зона за търговия и да се опрости визовия режим. През 2013 г. се е наложило Киев да вземе решителен избор между двата интеграционни проекта, защото от една страна ЕС очаква да подпише споразумението за асоцииране, а от друга Русия поставя влизането на Украйна в Митническия съюз. Присъединяването към една от зоните включва членство в другата.
В Киев през 2012 г. бе представен доклад на Института за икономика и прогнозиране от който се прави извода, че не е нужно Украйна да се присъединява към зоната на свободна търговия нито към Митническия съюз, това няма да допринесе за икономическо развитие на страната. Може да се каже, че и двете зони са напълно еднакви, присъединяването към една от тях може да доведе до последици. Влизането в европейската зона само по себе си означава влошаване на условията за търговия, това ще доведе до малък износ от страната и два пъти по-голям ръст на внос от ЕС. Ползите от митническия съюз не са очевидни. Украинската държава изглежда слаба и недоразвита, украинската власт е недостатъчно централизирана, а медиите са не достатъчно управлявани от правителството. Ширещата се корупция и криминализация на държавата, неспазването на правата на човека, наред с много други щрихи от общата картина, поставят Украйна в позицията на слаба страна с фалшива демокрация.

## Цели на асоциирането
Целта на споразумението е да изгради по-задълбочено политическо асоцииране между ЕС и Украйна, и да предостави достъп до общ свободен пазар, премахвайки вносните мита и забраната за износни мита и ограничения. На 12 септември, обаче Европейският съюза, Украйна и Русия се споразумяха да бъде отменена търговската част от споразумението, с поне една година. Като украинците ще станат част от зоната за свободна търговия не по-рано от 1 януари 2016 г. Украйна ще има привилегирован достъп до пазара на ЕС – стига стоките и услугите ѝ да отговарят на неговите изисквания – но няма да премахва или да намалява митата за европейските производители. Политическото асоцииране остава в сила.

## Същност на асоциирането с ЕС
Споразумението за асоцииране е начин ЕС да увеличи влиянието си в съседните държави без да предлага пълноправно членство. Молдова и Грузия също подписаха такива споразумения по същото време. Сделката постепенно либерализира търговията, което на практика означава, че държавите ще могат да получат достъп до всички 500 милиона потребители в съюза – най-големият и най-богат единен пазар в света. ЕС осигурява техническа помощ и фондове, за да се помогне на държавите да се адаптират към регулациите и компаниите да могат да кандидатстват за обществени поръчки в ЕС. В замяна Брюксел изисква от асоциираните държави да следват стандартите на съюза за човешките права, деморкацията, корупцията, правовата държава и икономическите реформи.

## Влизане в сила на Споразумението за асоцииране между Украйна и ЕС
Споразумението за асоцииране с ЕС е инструмент за подготовката за бъдещото членство на Украйна в ЕС. Сключвайки споразумението за асоцииране, Украйна, като европейска държава, която споделя еднакви ценности, като върховенството на закона, подчертава своя суверенен избор в бъдеще да стане член на ЕС. Споразумението за асоцииране може да се използва като инструмент за подготовка за присъединяване към ЕС като пълноправна страна членка.
Споразумението беше ратифицирано от Европейския парламент на 16 септември 2014 г. и гласувано на 18 септември 2014 г. Гласуването „За“ или „Против“ споразумението за асоцииране между ЕС и Украйна беше сериозно подкрепено от депутатите в Европейския парламент, при гласуването на 18 септември 2014 г. – 77% – „за“ срещу „18%“ – „против“ и едва 5% – "въздържали се.
Споразумението започва да действа с пълна сила на 1 ноември 2014 г.